# Resende Costa
Resende Costa är en kommun i Brasilien.   Den ligger i delstaten Minas Gerais, i den sydöstra delen av landet, 700 km sydost om huvudstaden Brasília. Antalet invånare är 10 918.
Omgivningarna runt Resende Costa är huvudsakligen savann. Runt Resende Costa är det glesbefolkat, med 20 invånare per kvadratkilometer.